# آهوی مونگالا

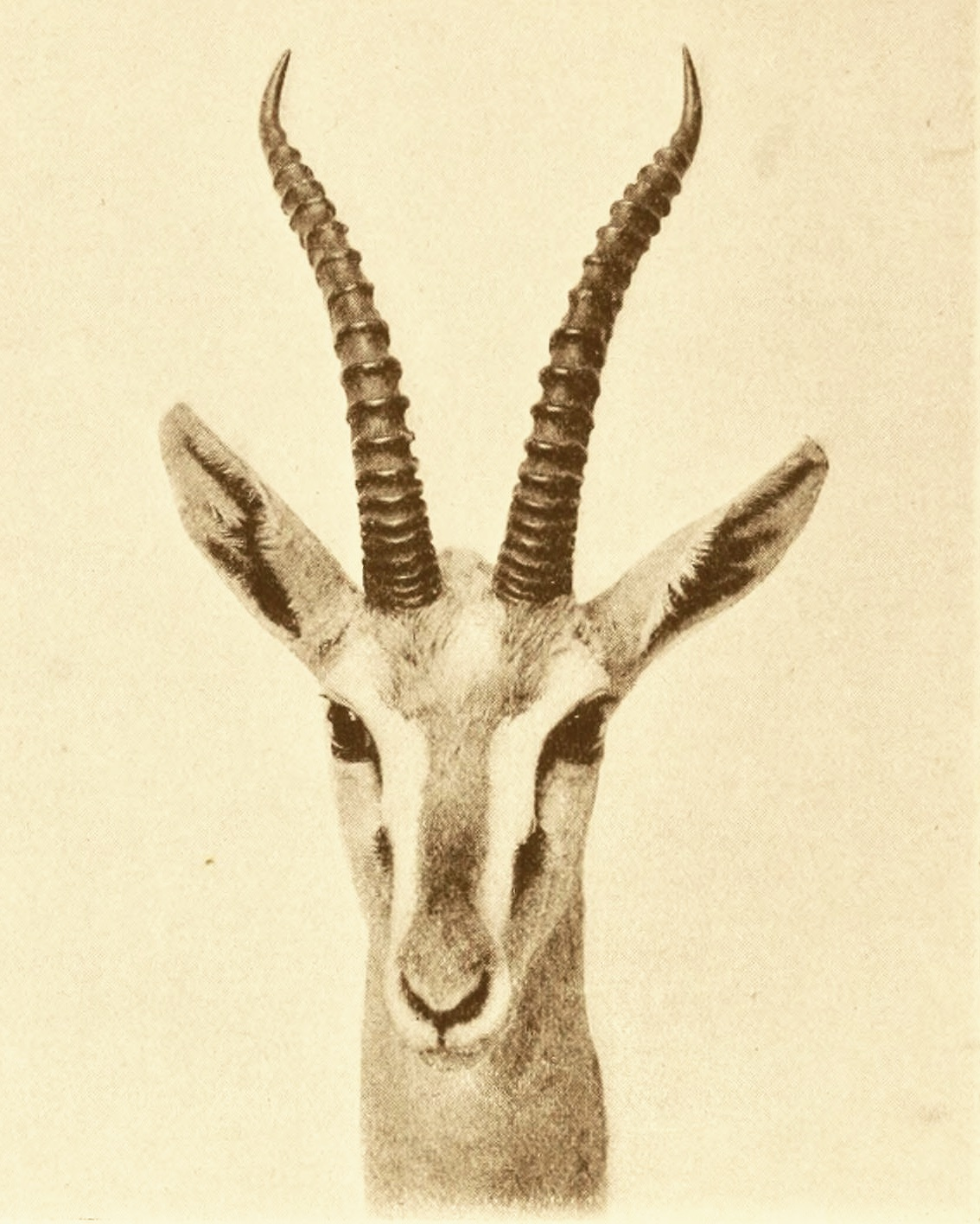
تصویری از یک آهوی مونگالا

آهوی مونگالا (نام علمی: Eudorcas albonotata) نام یک گونه از تیره گاوان است.